# Pițigaia, Argeș
A nu se confunda cu Pițigaia, sat din județul Călărași!
Pițigaia este un sat în comuna Stâlpeni din județul Argeș, Muntenia, România.